# Frickgau
Der Frickgau ist eine geografische und politische Region, die im Jahr 926 als Frichgowe erstmals urkundlich erwähnt wurde. Er befindet sich im Nordwesten des heutigen Kantons Aargau. Als im 8. Jahrhundert die Karolinger ihr Gebiet in Gaue teilten, gehörte der Frickgau zum Augstgau. Etwa im 10. Jahrhundert wurde der Augstgau dann in den Sisgau im Westen, den Buchsgau im Südwesten und den Frickgau im Osten unterteilt. Die Grenzen des Frickgaus bilden die Flüsse Aare und Rhein sowie der Möhlinbach im Westen. Zwischen Aare und Möhlinbach ist die alte Grenze mit der heutigen Kantonsgrenze praktisch identisch.
Als Landgraf im Frickgau wurde im Jahr 1064 Arnold I. von Lenzburg genannt. Dieser war zudem 1073 Kastvogt des Damenstifts Säckingen, was möglicherweise eng miteinander in Verbindung stand. Im 12. Jahrhundert führten die Herren von Alt-Homberg (Familie Thierstein-Homberg) zeitweise den Grafentitel im Frickgau, allerdings war das Frickgau 1173 wieder Teil des Lenzburger Erbes. Weil Ulrich IV. von Lenzburg den Kaiser als Erben einsetzten, verlieh Friedrich I. Barbarossa nach dem Aussterben der Lenzburger an seinem Hoftag in Säckingen im März 1173 sowohl die dortige Kastvogtei als auch das Grafenamt im Frickgau an die Grafen von Habsburg.
Im Jahr 1799 besetzten französische Truppen das Fricktal. Damit endete die 400-jährige österreichische Herrschaft, und die bis dahin gängige Bezeichnung Frickgau kam ausser Gebrauch. Am 20. Februar 1802 wurde der Kanton Fricktal mit dem Status eines französischen Protektorats ausgerufen. Die Eingliederung des Kantons in die Helvetische Republik erfolgte im August 1802 auf den Wunsch der Kantonsbehörden. Napoléon Bonaparte verfügte am 19. Februar 1803 die Auflösung des Kantons und seinen Anschluss, gemeinsam mit dem Kanton Baden, an den neu gegründeten Kanton Aargau.
Der Begriff "Fricktal" stammt nicht vom Namen Frickgau ab; er kam erst in napoleonischer Zeit als Gebietsbezeichnung auf. In Vorderösterreich wurde der Begriff Fricktal lediglich für das Gebiet zwischen Hornussen und Eiken verwendet. Als die südlich des Rheins gelegenen Gebiete Vorderösterreichs schliesslich abgetrennt wurden, wählten die Franzosen einen einheitlichen Namen für das ganze Gebiet, welches damals in drei Ämter unterteilt war. Da sich das Fricktal in der Mitte befand, wurde sein Name auf das ganze Gebiet ausgeweitet.